# Inganno
Inganno és una minisèrie de televisió de drama romàntic italiana dirigida per Pappi Corsicato i creada per Teresa Ciabatti, Eleonora Cimpanelli, Flaminia Grassi i Michela Straniero.
La sèrie, basada en la minisèrie de televisió anglesa Gold Digger, es va publicar íntegrament a Netflix el 9 d'octubre de 2024. Aquesta producció consta de 6 episodis.

## Trama
La Gabriella, de seixanta anys, és propietària d'un hotel elegant a la costa d'Amalfi, està divorciada del seu marit Mario i viu amb el seu fill petit Nico en un apartament privat de l'hotel que té. Els seus altres dos fills, l'Stefano i la Giulia, ja són grans i la vida flueix tranquil·lament, fins que el dia que coneix l'Elia: un noi amb un encant inqüestionable i un passat fosc que exerceix sobre ella una atracció irresistible. Gràcies a l'Elia, la Gabriella redescobreix el seu vessant femení i, per amor al seu fill, posarà seriosament en perill l'equilibri familiar.

## Repartiment
- Gabriella De Rosa, interpretada per Monica Guerritore, una rica propietària d'un hotel de seixanta anys.
- Elia Marini, interpretada per Giacomo Gianniotti.
- Stefano Vasari, interpretat per Emanuel Caserio, el fill gran de Gabriella.
- Giulia Vasari, interpretada per Dharma Mangia Woods, filla de Gabriella.
- Nico Vasari, interpretat per Francesco Del Gaudio, el fill petit de Gabriella.
- Marina Serra, interpretada per Denise Capezza.
- Delia, interpretada per Fabrizia Sacchi, segona dona de Mario.
- La mare de l'Elia, interpretada per Sandra Ceccarelli.
- Mario Vasari, interpretat per Geppy Gleijeses, l'exmarit de Gabriella.
- Anna, interpretada per Raffaella Rea.
- Gerent de l'hotel, interpretat per Antonio Ferrante.
- Mattia, interpretat per Gabriele Stella, agent de policia i amant de Stefano.